# Internationaux de Strasbourg 2012
AEGON Classic 2012 var en professionel tennisturnering  for kvinder, der blev spillet udendørs på grus. Det var den 26. udgave  af Turnerungen som var en del af WTA Tour 2012. Turneringen blev afviklet i  Strasbourg, Frankrig fra 19. maj til 26. maj, 2012.

## Finalerne

### Damesingle
Uddybende artikel: Internationaux de Strasbourg 2012 (damesingle)
- Francesca Schiavone –  Alizé Cornet, 6–4, 6–4

### Damedouble
Uddybende artikel: Internationaux de Strasbourg 2012 (damedouble)
- Olga Govortsova /  Klaudia Jans-Ignacik –  Natalie Grandin /  Vladimíra Uhlířová, 6–7(4–7), 6–3, [10–3]